# Servicio de Inteligencia y Enlace
El Servicio de Inteligencia y Enlace (SIE) fue una institución de inteligencia del Uruguay creada por el presidente Luis Batlle Berres en el segundo semestre de 1947. Dependiente del Ministerio del Interior, fue creada en los albores de la Guerra Fría con un marcado sesgo anticomunista.

## Creación
El 19 de julio de 1947 se dicta el Boletín de Órdenes Diarias número 17.431 y en su artículo 5 se dispone la creación del Servicio de Inteligencia y Enlace, tal como fuera previsto en el último presupuesto de la Jefatura de Policía de Montevideo.
Si bien las actividades de inteligencia en Uruguay no nacen con el SIE sino que vienen de tiempo atrás, ya con el control de los nazis en territorio uruguayo durante la Segunda Guerra Mundial y con la inmigración alemana en Brasil y Argentina, la creación de este órgano específico ayudó no solamente a concentrar los esfuerzos de control anticomunista, sino también a establecer diálogos de cooperación con instituciones de inteligencia norteamericanas como la CIA o el FBI.

## Cometidos
En el mismo acto de creación del organismo se enumeran sus cometidos principales, los cuales son:
1) Delitos contra la soberanía del Estado, contra los Estados extranjeros, sus jefes o representantes;
2) Delitos contra el orden político interno del Estado;
3) Delitos contra la paz pública;
4) Delitos contra la seguridad pública;
5) Conflictos obreros (huelgas, movilizaciones, etc);
6) Actividades antinacionales.